# Barrage de Longtan
Le barrage de Longtan (chinois : 龙滩大坝) est un barrage hydroélectrique sur le Hongshui, situé dans la province du Guangxi dans le sud de la Chine. 
Avec une puissance installée de 4 900 MW, il s'agit du quatrième barrage le plus puissant de chine et fait partie des 15 les plus importants du monde. Construit entre 1990 et 2009, le barrage reste partiellement inachevé en 2020, puisque l'ouvrage doit être construit en deux phases, qui porteront sa puissance finale à 6 300 MW. 

## Présentation
Le barrage de Longtan est un barrage-poids en béton compacté au rouleau (BCR) haut de 216,5 mètres. Il s'agissait à sa mise en service en 2009 du plus haut barrage de ce type dans le monde,, depuis dépassé par le barrage Gilgel Gibe III en Éthiopie, haut de 250 m, en service depuis 2016.

## Phase I
La production électrique du barrage de Longtan est estimée à 14,79 TWh/an en moyenne.